# HANABI (マジシャン)
HANABIは、韓国在住の日本人マジシャン。東京都港区出身。身長181cm、体重66kg、血液型B型。高麗大学校出身。

## 人物
- 趣味は読書、お笑い鑑賞、格闘技観戦
- 部活動は中学時代はラグビー部に所属し、高校時代はボクシング部で部長を務めた。
- 小さい頃奇跡体験!アンビリバボーで見た韓国のスターマジシャンのチャーミング・チョイに憧れてマジックを始める。
- 芸名のHANABIの由来は男子校に通っていた頃、尊敬していたとある教師を喜ばそうと個室トイレに入ったのを見計らい17つの花火を一斉に放ったためあだ名がHANABIとなった。この件で学校中の教師に怒られ、罰として半年間毎朝学校を掃除をさせられて早起きと掃除が得意になる。
- マジシャンであるが鳩が大の苦手で鳩だしをするマジシャンとも距離を置くほど。
- 北朝鮮の女性に告白されたことがある。

## 略歴
- 2015年9月　ロッテワールドハロウィンショー出演[1]
- 2015年10月　韓国ではまだ珍しいレストラン（elixier）と専属契約を結ぶ
- 2016年9月　ソウル市漢江祭出演
- 2016年10月　日韓交流祭り出演（マジシャン初）[2]
- 2017年5月　韓国アニメキャラクターPUCCAとコラボ[3]
- 2017年9月　TV朝鮮マジックコントロール放送開始[4]
- 2018年3月　初の単独コンサート「ORENO MAGIC」開催（チケットが40秒で売り切れとなり韓国マジック界で話題に）
- 2018年5月　スンシルワールドエンターテイメント大会準優勝